# Trentepohlia (alga)
Trentepohlia es un género de algas verdes clorofíticas filamentosas de la familia Trentepohliaceae, que viven libres en soportes terrestres tales como troncos de árboles y rocas húmedas o simbióticamente en líquenes. Los filamentos de Trentepohlia tienen un fuerte color naranja causada por la presencia de grandes cantidades de pigmentos carotenoides que enmascaran el verde de la clorofila.